# Toshihiko Fukui
Toshihiko Fukui (em japonês: 福井 俊彦; romaniz.: Fukui Toshihiko; Osaca, 7 de setembro de 1935) é um economista e banqueiro japonês. Foi o 29º governador do Banco do Japão.